# Aseraggodes whitakeri
Aseraggodes whitakeri är en fiskart som beskrevs av Woods, 1966. Aseraggodes whitakeri ingår i släktet Aseraggodes och familjen tungefiskar. Inga underarter finns listade i Catalogue of Life.